# Feyyaz Duman
Feyyaz Duman (Mardin, 15 giugno 1982) è un attore turco.

## Biografia
Nato nel 1982 a Mardin (Turchia), Feyyaz Duman proviene da una famiglia di origine curda. Dopo aver completato l'istruzione primaria e secondaria, ha deciso di iscriversi presso il conservatorio statale dell'Università tecnica di Istanbul, dove al termine degli studi ha conseguito una laurea in studi di danza popolare. Si è poi trasferito a New York per prendere lezioni di recitazione ed è tornato in Turchia dopo cinque anni.
Nel 1999 ha iniziato la carriera di recitazione nel cortometraggio Boran diretto da Hüseyin Karabey, seguito nel 2001 dal ruolo di Faruk nel film Fotoğraf diretto da Kazim Öz. Nel 2014 ha fatto parte del cast del film La canzone perduta (Annemin Şarkısı) diretto da Erol Mintaş. Nel 2016 ha fatto il suo debutto televisivo con il ruolo minore di Serkan nella serie İçerde, seguita dal 2017 al 2020 dal ruolo di Arif Kara nella serie La forza di una donna (Kadın). Nel 2017 ha ricoperto il ruolo principale nel film Zagros diretto da Sahim Omar Kalifa. Nel 2020 e nel 2021 ha vestito i panni di Nazım Güney nella serie Baraj, seguita nel 2021 dal ruolo di Yakup Boztürk nella serie Yalancılar ve Mumları. Nel 2022 ha ricoperto il ruolo di Tuğrul Kaya nella serie Oğlum, seguita nel 2023 dal ruolo di Behnam Azadi nella serie Io sono Farah (Adım Farah) e da quello di Halil nella serie Modern Doğu Masalları. Nel 2024 ha dato vita al personaggio di Kadir Karaca nella serie Yalan.

## Vita privata
Dal 2019 è sposato con Zozan Şimşek, dalla quale ha avuto due figli.

## Filmografia

### Cinema
- Fotoğraf, regia di Kazim Öz (2001)
- Büyük Adam Küçük Aşk, regia di Handan İpekçi (2001)
- Si Tu Meurs, Je Te Tue, regia di Hiner Saleem (2011)
- Tatlı Biber Diyarım, regia di Hüner Salim (2013)
- La canzone perduta (Annemin Şarkısı), regia di Erol Mintaş (2014)
- Mardan, regia di Batin Ghobadi (2014)
- Never Leave Me, regia di Aida Begic (2017)
- Zagros, regia di Sahim Omar Kalifa (2017)
- Zor Bir Karar, regia di Ender Özkahraman (2018)
- Kovan, regia di Eylem Kaftan (2020)
- Seni Görüyorum, regia di Ender Mıhlar (2023)

### Televisione
- İçerde – serie TV, 8 episodi (Show TV, 2017)
- La forza di una donna (Kadın) – serie TV, 81 episodi (Fox, 2017-2020)
- Baraj – serie TV, 39 episodi (Fox, 2020-2021)
- Yalancılar ve Mumları – serie TV, 5 episodi (Fox, 2021)
- Oğlum – serie TV, 15 episodi (Show TV, 2022)
- Io sono Farah (Adım Farah) – serie TV, 13 episodi (Fox, 2023)
- Modern Doğu Masalları – serie TV, 8 episodi (tabii, 2023)
- Yalan – serie TV, 30 episodi (Kanal D, 2024)

### Cortometraggi
- Boran, regia di Hüseyin Karabey (1999)
- What Time It Is?, regia di Faysal Soysal (2008)

## Doppiatori italiani
Nelle versioni in italiano dei suoi film e delle sue serie TV, Feyyaz Duman è stato doppiato da:
- Stefano Crescentini[19] ne La forza di una donna,[20] Io sono Farah[21]

## Riconoscimenti
- Antalya Golden Orange Film Festival
  - 2014: Vincitore come Miglior attore per il film La canzone perduta (Annemin Şarkısı)
- Dubai International Film Festival
  - 2017: Candidato come Miglior attore per il film Zagros
- Duhok International Film Festival
  - 2015: Vincitore come Miglior attore per il film La canzone perduta (Annemin Şarkısı)
  - 2018: Vincitore come Miglior attore per il film Zagros
- International Izmir Film Festival
  - 2020: Candidato come Miglior attore in una serie televisiva per La forza di una donna (Kadın)
- Mons International Festival of Love Films
  - 2014: Vincitore come Miglior attore per il film La canzone perduta (Annemin Şarkısı)
- Sarajevo Film Festival
  - 2014: Vincitore come Miglior attore per il film La canzone perduta (Annemin Şarkısı)[22]